# Reynaldo Fernández Manzano
Reynaldo Fernández Manzano (Granada, 19 de enero de 1959) es un medievalista, organista y musicólogo español. Ha sido fundador y director del Centro de Documentación Musical de Andalucía y del Festival de Música Española de Cádiz, así como profesor de la Universidad Internacional de Andalucía. En julio de 2015, asumió la dirección del Patronato de la Alhambra y el Generalife.

## Trayectoria
Es organista titular desde los 11 años hasta la actualidad de la Iglesia Parroquial de San Pedro y San Pablo y del Monasterio de La Concepción de Granada.
Realizó sus estudios musicales de violín, piano, armonía, historia de la música, conjunto coral y acústica en el Real Conservatorio Superior de Música "Victoria Eugenia" de Granada (1968-1977, 1978-1979). Discípulo del violinista e hispanista Werner Beinhauer (1970-1975), y del compositor y organista Juan Alfonso García (1974-1977), durante el curso 1977-1978 amplió su formación en París: allí estudió clavecín con Rafael Puyana gracias a una beca de la Caja General de Ahorros de Granada.
Estudió lengua árabe en el Instituto de Idiomas de la Universidad de Granada (1979-1883), y árabe hablado en los cursos de doctorado de la Universidad de Granada (1983-1984). 
Es licenciado en historia medieval por la Universidad de Granada (1976-1983), y presentó memoria de licenciatura sobre la música de los moriscos del Reino de Granada (1983), con la que obtuvo calificación de sobresaliente por unanimidad. Hizo los cursos de doctorado sobre la historia de al-Ándalus (1983-84) y de historia y antropología (2003-2004); obtuvo diploma de estudios avanzados de tercer ciclo (DEA 2004), doctor en el 2012 con el tema "La música de al-Ándalus", sobresaliente "cum laude".

## Distinciones
- Premio Holand 1979 para Jóvenes Científicos e Inventores por un estudio de metodología musical.

- Premio del Ministerio de Cultura en 1980 para trabajos de investigación y divulgación de la música y los músicos españoles.

- Fue becado en las convocatorias de los concursos de 1983 y 1985 del Ministerio de Cultura, para la «Investigación y Recuperación del Patrimonio Folklórico-Artístico Español».

- Medalla de Honor de la Real Academia de Bellas Artes de Nuestra Señora de las Angustias de Granada (1995).

- Académico correspondiente de la Real Academia de Bellas Artes de Santa Isabel de Hungría de Sevilla (1996).

- Medalla de honor a la cooperación cultural del Conservatorio Thaikovsky de Moscú (2006).

- Premio «Hernando Colón» a la difusión del patrimonio documental (2008).

## Obras
- Esbozos metodológicos sobre el arte musical (1983).
- De las melodías del reino nazarí de Granada a las estructuras musicales cristianas (1985).
- La música de Al-Andalus en la cultura medieval, imágenes en el tiempo (2012).